# Адан, Шариф Хасан Шейх
Шариф Хасан Шейх Аден (сомал. Shariif Xasan Sheekh Aadan, араб. شريف حسن الشيخ آدم‎; род. 1946, Berdale, Бай) — сомалийский политический деятель. Бывший министр финансов Сомали и последний спикер Переходного федерального парламента.
Происходит из подклана адан мирифле (сиид) ашрааф, клан раханвейн (дигил и мирифле).

## Карьера

### Спикер парламента (1-й срок)
Шариф Хасан впервые присоединился к сомалийским политическим СМИ, и общественность узнала его имя 15 сентября 2004 года, когда он был избран спикером Переходного федерального парламента Сомали (ПФР).
В 2005 году шейх Шариф Хасан выступил против предложения президента Абдуллахи Юсуфа Ахмеда и премьер-министра Али Мохамеда Геди создать новую столицу в Джоухаре, требуя вернуть столицу Могадишо. В итоге Байдабо был выбран как компромиссное место.
6 октября 2005 года он сказал: «На мой взгляд, Эфиопия не хочет функционирующего правительства в Сомали, и я хочу, чтобы мир знал об этом. Даже если Эфиопия действительно хочет здесь правительство, ей нужно правительство вотчины — несколько правительств, и все они слабые».
17 января 2007 года парламент проголосовал за его отставку из-за его оппозиции миротворческим силам в Сомали, его выражений поддержки и несанкционированных встреч с Союзом исламских судов, который действовал против Переходного федерального правительства, и его противодействие вмешательству Эфиопии в войну в Сомали в 2006–2009 годах. За его отставку проголосовало 183 человек, против отставки 8 человек, и 1 человек воздержался. Министр юстиции Адан Мохамед Нур стал его преемником на парламентских выборах 31 января 2007 года и был приведён к присяге 3 февраля 2007 года.

### Министр финансов
20 февраля 2009 года премьер-министр Омар Абдирашид Али Шармарке назначил Шарифа Хасана министром финансов и заместителем премьер-министра Сомали.

### Спикер парламента (2-й срок)

#### Выборы
25 мая 2010 года Шариф Хасан был переизбран спикером парламента Переходного федерального правительства.

#### Противостояние
14 октября 2010 года президент Сомали Шариф Шейх Ахмед назначил бывшего первого секретаря посольства Сомали в Вашингтоне Мохамеда Абдуллахи Мохамеда новым премьер-министром страны. Затем между спикером спикером Шарифом Хасаном и президентом разгорелся спор по поводу того, должно ли решение о назначенном вотуме доверия выдвижению Мохамеда приниматься поднятием рук или тайным голосованием. Шариф Хасан выступал за тайное голосование, в то время как Шариф Ахмед предпочитал поднимать руки, при этом решающее голосование неоднократно откладывалось. Впоследствии Верховный суд Сомали постановил, что голосование должно проводиться поднятием руки, в соответствии с тем, как предыдущие подтверждающие голоса в парламенте принимались с 1960 года. Делегация Организации Объединённых Наций, Африканского Союза и Межправительственный орган по вопросам развития, включая специального посланника в Сомали, также прилетела, чтобы попытаться помочь выйти из этой проблемной ситуации. 31 октября 2010 года был проведён вотум доверия, и законодатели подавляющим большинством одобрили назначение Мохамеда премьер-министром. 297 из 392 депутатов Парламента поддержали выбор, 92 депутата проголосовали против, 3 воздержались. Генеральный секретарь ООН Пан Ги Мун также выступил с заявлением, в котором выразил признательность сомалийскому руководству за достижение консенсуса в отношении процедурных договорённостей, которые способствовали прозрачному и консультативному утверждению нового премьер-министра.

#### Кампальское соглашение
После нескольких месяцев политической борьбы между спикером парламента Шарифом Хасаном и президентом Шарифом Ахмедом по поводу того, проводить ли президентские выборы в августе 2011 года, два политика 9 июня 2011 года в Кампале заключили сделку об отсрочке голосования за нового президента и спикера парламента на один год в обмен на отставку премьер-министра в течение 30 дней. Под наблюдением президента Уганды Йовери Мусевени и специального посланника ООН в Сомали Августина Махиги подписанное Кампальское соглашение также привело к изменению состава «технократического кабинета», который премьер-министр Мохамед собрал в ноябре 2010 года, чтобы уступить место новому правительству.
Объявление об отставке премьер-министра Мохамеда было немедленно встречено протестами в различных городах. Тысячи мирных жителей, многие правительственные солдаты и некоторые депутаты прошли маршем по улицам Могадишо, призывая к отставке президента, спикера парламента и парламента. Толпа также потребовала восстановить премьер-министра и охарактеризовала Мохамеда как «единственного честного лидера за последние годы». Плакаты Специального посланника ООН были символически сожжены, протестующие призывали Генерального секретаря ООН уволить Махигу из-за того, что, по мнению многих, последний посягнул на суверенитет Сомали в результате подписания им Кампальского соглашения. Сообщалось также о нападениях на отели, в которых останавливались депутаты, и о гибели по меньшей мере пяти человек. Дополнительные демонстрации против отставки премьер-министра прошли в Галькайо, ключевом торговом городе в северо-центральной провинции Мудуг, а также в южном Беледхаво.  Сообщается, что на международном уровне протесты также прошли в Каире, Найроби, Йоханнесбурге, Сиднее, Лондоне, Риме, Стокгольме, Миннеаполисе и Торонто.
19 июня 2011 года Мохамед Абдуллахи Мохамед ушёл в отставку с должности премьер-министра Сомали. В рамках спорных условий Кампальского соглашения также предусматривалось продление мандатов президента, спикера парламента и депутатов до августа 2012 года, после чего должны быть организованы новые выборы. В своей прощальной речи премьер-министр Мохамед указал, что он уходит в отставку «в интересах сомалийского народа и нынешней ситуации в Сомали». Он также поблагодарил свой кабинет за его усилия по улучшению ситуации с безопасностью и стандартов управления в стране. Наблюдатели предположили, что отставка Мохамеда может дать боевикам возможность извлечь выгоду из ситуации и свести на нет территориальные завоевания, достигнутые его администрацией в ходе продолжающегося повстанческого движения на юге Сомали. Они также считают, что увольнение премьер-министра не решит давнюю борьбу за власть между президентом Шарифом Ахмедом и спикером парламента Шарифом Хасаном, но может непреднамеренно обострить и продлить её. Кроме того, политологи предположили, что Кампальское соглашение представляет другие потенциальные долгосрочные проблемы, такие как содействие вмешательству соседних стран, при этом роль правительства Уганды как окончательного арбитра, в частности, была названа проблематичной.
В ответ на решение Кампалы, глава отдела политики и регионов террористической группировки «Аш-Шабааб» Шейх Хусейн Али Фидоу заявил журналистам 22 июня 2011 года, что соглашение окончилось провалом, поскольку оно было «примером того, как страна управляется Угандой», и что «сомалийскому народу и международному сообществу ясно, что встреча в Кампале по сомалийским вопросам была направлена на то, чтобы заставить премьер-министра Мохамеда Абдуллахи Мохамеда уйти в отставку». Кроме того, представитель заявил, что жители Сомали осведомлены о происходящем и не признают президента Шарифа Ахмеда и спикера парламента Шарифа Хасана в качестве законных государственных представителей. Он также повторил призыв своей группы к выводу угандийских войск из страны.
24 июня 2011 года законодатели подтвердили своё несогласие с решением Кампалы и намерение отменить его. Председатель федерального комитета по информации, общественной осведомлённости, культуре и наследию Авад Ахмед Ашарех указал, что 165 депутатов подали в парламент предложение против соглашения, но спикер отклонил его. Ашарех также заявил, что депутаты выразят вотум недоверия спикеру Хасану, если он продолжит отказывать в разрешении дебатов.
После переговоров с парламентариями 28 июня 2011 года президент Шариф Ахмед заявил, что из-за оппозиции законодателей решению Кампалы соглашение будет передано в парламент для обсуждения. Он также указал, что соглашение не будет реализовано, если оно не будет одобрено законодателями.
В феврале 2012 года Шариф Хасан и другие правительственные чиновники Сомали встретились в северо-восточном городе Гароуэ, чтобы обсудить политические договорённости после переходного периода. После обширных обсуждений с участием региональных деятелей и международных наблюдателей конференция завершилась подписанием соглашения между спикером парламента, президентом ПФП Шарифом Ахмедом, премьер-министром Абдивели Мохамедом Али, президентом Пунтленда Абдирахманом Мохамудом Фароле, президентом Галмудуга Мохамедом Ахмедом Алином и представителем «Ахлю ас-Сунна ва-ль-Джамаа» Халифом Абдулкадиром Нуром. Соглашение предусматривало, что будет сформирован новый двухпалатный парламент из 225 депутатов, в нижнюю и верхнюю палаты которого войдут 54 сенатора; 30% Национального учредительного собрания будет предназначено для женщин; президент будет назначаться путём конституционных выборов; премьер-министр избирается Президентом, а затем он/она назначает свой Кабинет.  23 июня 2012 года федеральные и региональные лидеры Сомали снова встретились и одобрили проект конституции после нескольких дней обсуждения. 1 августа Национальное учредительное собрание подавляющим большинством голосов приняло новую конституцию: 96 % проголосовали за неё, 2 % против и 2 % воздержались.

### Федеральный парламент
20 августа 2012 года Шариф Хасан был среди депутатов, выдвинутых в недавно созданный Федеральный парламент Сомали.

### Юго-Западное Сомали
17 ноября 2014 года Шариф Хасан был избран президентом Юго-Западного Сомали.